# Walter Schacht (Grafiker)
Walter Schacht (auch Walther Schacht; * 12. Juli 1893 in Hannover; † nach 1953) war ein deutscher Architekt und Gebrauchsgraphiker.

## Leben
Schacht war eines von mehreren Kindern des Schauspielerehepaars Eduard und Mathilde Schacht, geborene Quendt († 1941). Der Autor Roland Schacht war sein älterer Bruder. Wenige Wochen nach Walter Schachts Geburt starb der Vater im Alter von nur 29 Jahren und hinterließ neben seiner Witwe die Geschwister Schacht als Halbwaisen.
Nach dem Besuch des Realgymnasiums seines Geburtsortes besuchte Schacht zunächst die Technische Hochschule seiner Heimatstadt sowie die örtliche Kunstgewerbeschule, um dann an die Königliche Kunstgewerbeschule in München zu wechseln.
Nach einem Volontariat in einem Großdruckerei-Unternehmen wurde Schacht im Münchener Büro des Architekten und Hochschullehrers Friedrich von Thiersch tätig. Nachdem er zudem etwa ein Jahr im Möbel- und Innenausbau wirkte, bildete er sich in Berlin an der Reimann-Schule fort, um schließlich eine selbständige Tätigkeit zunächst auf architektonischem Gebiet in Essen auszuüben.
Ab dem 15. Januar 1915 nahm er als Kriegsfreiwilliger bis Ende 1918 am Ersten Weltkrieg teil, zunächst an der Westfront und ab 1917 zum Leutnant der Reserve des Garde-Kavallerie-Bataillons befördert auf dem östlichen Kriegsschauplatz, zuletzt bis Mai 1919 bei der Garde-Kavallerie-Schützen-Division, und war mit dem zugehörigen Freikorps Lützow auch bei den Berliner Märzkämpfe dabei. Während des Krieges wurde er mehrfach verletzt und erlitt Gasvergiftungen.
Nach dem Krieg war er ab Juni 1919 in Hannover tätig. Er war im Vorstand der Bundeskammer der Kunstgewerbekünstler und Gründungsmitglied des Bundes Deutscher Gebrauchsgraphiker (BDG; Mitgliedsnummer 63), wo er 1923 ebenfalls im Vorstand aktiv war. 1927 wurde er Vorsitzender der BDG-Ortsgruppe Hannover. Zudem wurde er Mitglied im Deutschen Werkbund.

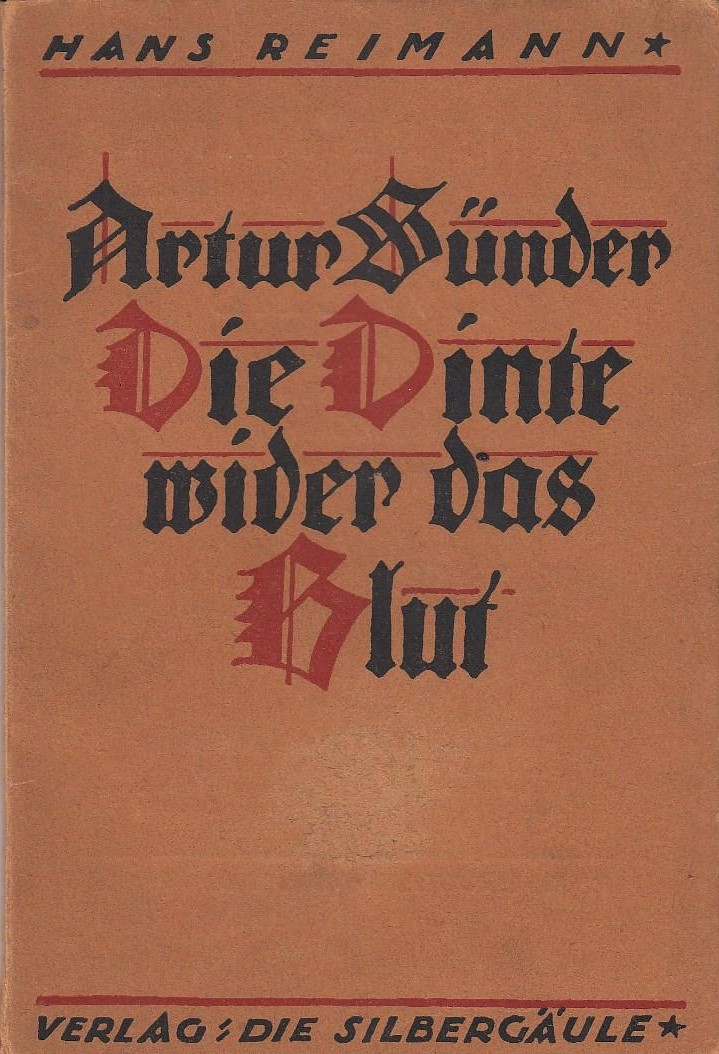
Umschlagzeichnung von Walter Schacht

Schacht zählte Anfang der 1920er Jahre laut dem im Juli 1923 erschienenen „Hannoverheft“ der Fachzeitschrift Die Reklame zu den bedeutenden Druckgewerbekünstlern der Stadt. Beispielsweise stammten die Umschlagszeichnungen zu Hans Reimanns unter dem Alias „Artur Sünder“ verfassten Roman Die Dinte wider das Blut (1921) und die zur Erstausgabe von Walter Serners unter dem Pseudonym „Christian Schad“ publiziertem Geschichtenband Zum blauen Affen (1921) von ihm.
1922 publizierte die Fachzeitschrift Chemisches Zentralblatt ein von Schacht zum Patent angemeldetes „Verfahren zur Herstellung kunstgewerblicher Gegenstände, insbesondere Reklamebuchstaben u. dgl., unter Verwendung von Gelatine, Glycerin und Gips.“
Ebenfalls während der Weimarer Republik empfahl sich Schacht 1926 in der Fachzeitschrift Gebrauchsgraphik als Architekt unter der Adresse Heiligerstraße 4 und als Mitglied des Deutschen Werkbundes (DWB) sowie des Bundes Deutscher Gebrauchsgraphiker (BDG): In Kooperation mit der Großdruckerei Edler & Krische illustrierte er mit dem Monogramm eines stilisierten Buchstabens Psi ganzseitig und vielfarbig seinen Spruch „Umsatzsteigerung und Betriebserweiterung durch Schacht – Werbeentwürfe in Qualitätsdruck“. In derselben Ausgabe des Fachblattes beschrieb der Werbeleiter der Werbeleiter der Druckerei Edler & Krische, Eberhard Gessner, Schacht wie folgt: „[…] in Oeynhausen ist er Architekt, in Hannover Gebrauchsgraphiker“, dessen Sitz in Oeynhausen im selben Heft im Adressenverzeichnis als „Platanen Allee“ angegeben wurde.
Für 1927 schuf Schacht laut der Zeitschrift Gebrauchsgraphik den Entwurf, die Gesamtanordnung und die Zeichnungen für die von Martin Frehsee verfasste Festschrift zur Hundertjahrfeier des Hauses Gebrüder Jänecke. Eine von Schachts anlässlich der Feierlichkeiten geschaffenen Zeichnungen wurde in den 1990er Jahren vieltausendfach für die von Franz Rudolf Zankl herausgegebene Loseblatt-Sammlung Hannover Edition als „Faksimile“ reproduziert und unter dem Titel Die Betriebsgebäude der Firma Gebrüder Jänecke mit Blick auf die Geschichte der Stadt Hannover kommentiert.
Im Adressbuch der Stadt Hannover 1933 war er noch mit Wohnsitz in der Bödeker Straße 74, ab 1934 dann unter der Wohnadresse In der Steinriede 4 eingetragen.
Zur Zeit des Nationalsozialismus wurde er 1933 Mitglied der NS-Kriegsopferversorgung, im August des Jahres Geschäftsführer der Ortsgruppe Hannover des Kampfbundes für deutsche Kultur (KfdK) sowie Vorsitzender des Gaues Niedersachsen des Reichsverbands bildender Künstler Deutschlands, im Dezember mit der Leitung der KfdK-Ortsgruppe Hannover beauftragt und zum 15. Dezember 1935 zum Leiter der Landesstelle Niedersachsen der Reichskammer der bildenden Künste ernannt. Im Januar 1934 wurde er Bundesbezirksvorsitzender des Bundes Deutscher Gebrauchsgraphiker. Schacht war auch Mitglied im Bund für deutsche Schrift und befasste sich als Grafiker neben Schrift- auch mit Runenforschung und germanischer Kultsymbolik. So veröffentlichte er in einer 1935 erschienenen Sondernummer der Monatsschrift Deutsche Kriegsopferversorgung  einen Artikel zu Zeugen und Zeichen germanischer Geistesanschauung in Niedersachsen und 1941 einen Artikel über Runen als Gebrauchs- und Mitteilungsschrift in der Mannus. Als Landesleiter der Reichskammer verfasste Schacht im Zweiten Weltkrieg einen Brief mit Datum vom 22. März 1943 an den hannoverschen Oberbürgermeister Ludwig Hoffmeister, in dem Schacht die Bilder des Malers und Kurators des Kunstvereins Hannover, Richard Seiffert-Wattenberg, als „französisch beeinflußt“ darstellte, als „Schweinereien“ diffamierte und gehässig mutmaßte, das Seiffert-Wattenberg nur deshalb nicht im Haus der Deutschen Kunst ausstelle, da er wisse, dass seine Arbeiten „dort der Ablehnung anheim fallen“ würden. Am 24. Mai des Jahres setzte Schacht in einem weiteren Brief an Oberbürgermeister Hoffmeister noch einmal nach mit der Frage, „ob [die von Seiffert-Wattenberg im Kunstverein geförderte] weltanschauliche Richtung wirklich den Forderungen der Zeit entspricht.“
1953 war Schacht nachweislich noch mit Wohnsitz In der Steinriede 4 im Adressbuch der Stadt Hannover eingetragen. Unter derselben Adresse wohnte dort noch 1961/62 die Witwe Sidi Schacht.

## Auszeichnungen
Erster Weltkrieg:
- Eisernes Kreuz Stufe 1 und 2
- Hamburgisches Hanseatenkreuz
- Verwundetenabzeichen
- und weitere

Zudem erwarb Walter Schacht einige Auszeichnungen im Rahmen von Ausstellungsteilnahmen in Hannover, Dortmund usw.

## Bekannte Werke (Auswahl)

### Buchgestaltungen
- Martin Frehsee (Text), Walter Schacht (künstlerische Ausstattung): Gebrüder Jänecke, Druck- und Verlagshaus, Hannover. Rückblick und Entwicklung. Festschrift zur Hundertjahrfeier des Hauses Gebr. Jänecke 12. Oktober 1927. 1827–1927, Hannover: Gebr. Jänecke, [1927]

### Werbegraphiken
- 1926: Entwurf einer vielfarbigen Werbe-Illustration für die Bohn & Kähler AG in Kiel[22]